# Mendelevium
Mendelevium ist ein ausschließlich künstlich erzeugtes chemisches Element mit dem Elementsymbol Md und der Ordnungszahl 101. Im Periodensystem steht es in der Gruppe der Actinoide (7. Periode, f-Block) und zählt zu den Transuranen. Dieses sehr kurzlebige Element wurde 1955 erstmals erzeugt und nach dem russischen Chemiker und Erfinder des Periodensystems Dmitri Mendelejew benannt.

## Geschichte

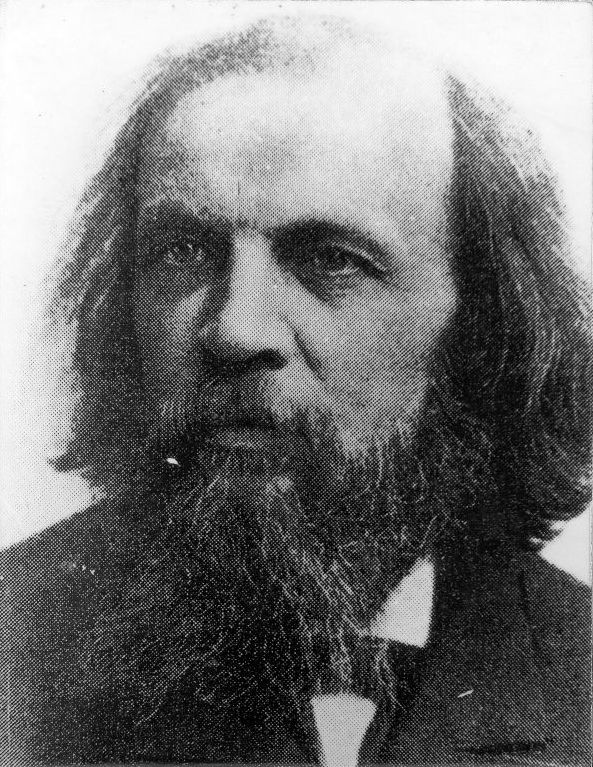
Dmitri Iwanowitsch Mendelejew

Mendelevium wurde 1955 zum ersten Mal an der University of California in Berkeley von Stanley G. Thompson, Albert Ghiorso, Bernard G. Harvey, Gregory Choppin und Glenn T. Seaborg erzeugt.
Zur Herstellung wurde ein 253Es-Target in einem Zyklotron mit beschleunigten α-Teilchen beschossen. Dabei entsteht 256Md und ein freies Neutron.
{\displaystyle \mathrm {^{253}_{\ 99}Es\ +\ _{2}^{4}He\ \longrightarrow \ \ _{101}^{256}Md\ +\ _{0}^{1}n} }
Die Entdecker schlugen dabei den Namen zu Ehren Mendelejews vor, ebenso das Kürzel Mv. Die International Union of Pure and Applied Chemistry (IUPAC) entschied sich für diesen Namen, jedoch mit dem Symbol Md. Der Name wurde 1994 endgültig von der IUPAC bestätigt.

## Eigenschaften
Im Periodensystem steht das Mendelevium mit der Ordnungszahl 101 in der Reihe der Actinoide, sein Vorgänger ist das Fermium, das nachfolgende Element ist das Nobelium. Sein Analogon in der Reihe der Lanthanoide ist das Thulium.
Mendelevium ist ein radioaktives und sehr kurzlebiges Metall, welches aber aufgrund der geringen zur Verfügung stehenden Mengen bisher nicht als Metall dargestellt wurde. Das stabilste Isotop von Mendelevium ist 258Md mit einer Halbwertszeit von ungefähr 51,5 Tagen. Es zerfällt zu 254Es durch Alphazerfall. In monovalenter Form wurde es bisher nicht beobachtet.

## Sicherheitshinweise
Einstufungen nach der CLP-Verordnung liegen nicht vor, weil diese nur die chemische Gefährlichkeit umfassen und eine völlig untergeordnete Rolle gegenüber den auf der Radioaktivität beruhenden Gefahren spielen. Auch Letzteres gilt nur, wenn es sich um eine dafür relevante Stoffmenge handelt.